# Meransner Bahn

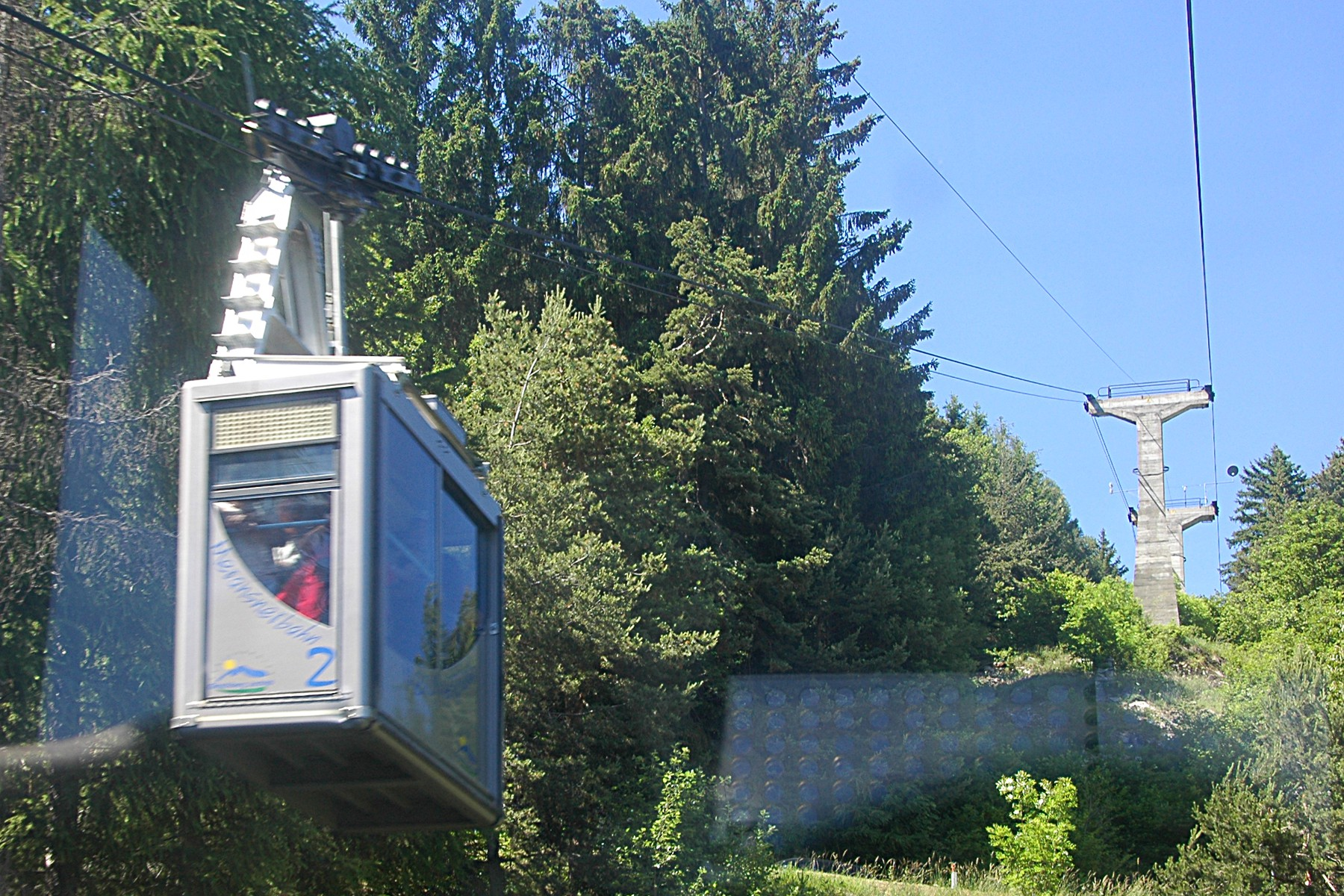
Gondel 2 auf halber Strecke (2010)

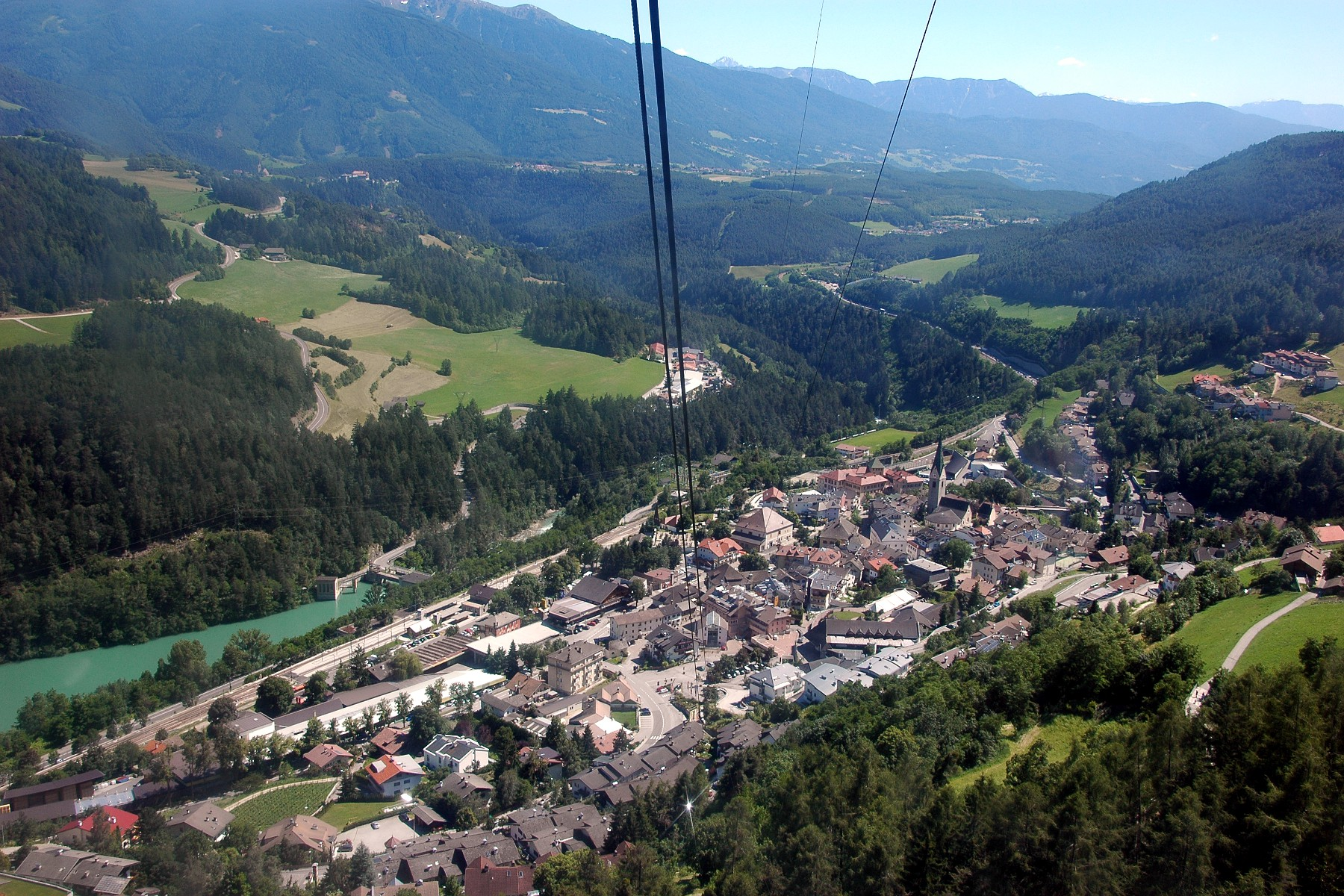
Blick aus Gondel 1 auf Mühlbach (2010)

Die Meransner Bahn (auch genannt Seilbahn Mühlbach-Meransen) war eine Kabinenbahn mit zwei Gondeln in Südtirol. Die 1957 erbaute Bahn verkehrte tagsüber alle 10 Minuten und war ganzjährig in Betrieb. Die Luftseilbahn war im Verkehrsverbund Südtirol integriert.
Es handelte sich um eine klassische Pendelseilbahn mit zwei Kabinen, die komplett von der Bergstation aus gesteuert werden kann. Die Talstation konnte von der Bergstation fernüberwacht und bedient werden.
2022 wurde der Neubau einer Umlauf-Seilbahn diskutiert, die statt 80 Personen je Stunde 800 befördern kann. Die Talstation soll dabei zum Mühlbacher Bahnhof und die Bergstation neben die Talstation der Bergbahn auf den Gitschberg verschoben werden.
Am 23. März 2025 wurde die alte Bahn stillgelegt."

## Technische Daten
- Höhe Talstation: 784 m s.l.m. (Lage)
- Höhe Bergstation 1415 m s.l.m. (Lage)
- Fahrzeit: ca. 6 Minuten
- Streckenlänge: 2,1 Kilometer
- Höhendifferenz: 630 Meter
- max. Fassungsvermögen je Gondel: 12 Personen
- stündliche Förderleistung: 80 Personen
- Anzahl der Stützen: 5

## Weiterfahrt/Anschluss
In Mühlbach bestand nach ca. fünfminütigem Fußmarsch eine Anschlussmöglichkeit an die Züge der Pustertalbahn und Busse in Richtung Brixen.
In Meransen bestand nach ca. zehnminütigem Fußmarsch eine Anschlussmöglichkeit per Kabinenbahn Gitschberg.